# Lavanda dei piedi (Giotto)
La Lavanda dei piedi è un affresco (200x185 cm) di Giotto, databile al 1303-1305 circa e facente parte del ciclo della Cappella degli Scrovegni a Padova. È compresa nelle Storie della Passione di Gesù del registro centrale inferiore, nella parete destra guardando verso l'altare.

## Descrizione e stile
Nella stessa stanza della scena precedente, l'Ultima Cena, Gesù si appresta a compiere un atto di umiltà lavando i piedi degli apostoli, iniziando da Pietro. Un altro apostolo sta slacciandosi i calzari in primo piano a sinistra, mentre Giovanni sta in piedi dietro Gesù reggendo un contenitore con l'acqua. L'annerimento delle aureole è casuale e non voluto dall'autore, poiché causato in seguito per ragioni chimiche. Originariamente presentavano una differenziazione gerarchica: a rilievo, dorata con oro fino e con la croce accennata in rosso quella di Cristo, di colore imitante l'oro e con raggi quelle degli apostoli, senza raggi quella di Giuda, che si intravede col mento appuntito e la barbetta tra gli apostoli seduti a sinistra. 
Curatissimi sono i dettagli, dal manto con ricami dorati dell'apostolo al centro, ai mosaici cosmateschi che ornano il coronamento della stanza, sul cui tetto stanno due uccelli: sono statue, come dimostra la loro presenza, in posizione identica, nella scena precedente dell'Ultima Cena. A differenza della scena precedente, qui si sono in parte conservati i decori a secco delle pareti. Le vesti degli apostoli creano un colorato insieme di tinte pastello (i colori sono i medesimi per ciascuno nelle altre scene, in modo da renderli riconoscibili a colpo d'occhio), con un uso della luce che amplifica il senso di plasticità e aiuta a comprendere la scansione spaziale dell'ambiente (ad esempio lasciando in ombra la zona sotto il soffitto).